# 401 (レコードレーベル)
"401"（よんまるいち）は、日本のレコード・レーベルである。所属アーティストRAM RIDERが主宰を務めている。

## 概要
2019年12月13日、RAM RIDERによるレーベルの設立が発表されるとともに、レーベル初の楽曲となるRAM RIDER『東京論』が各種配信サイトにて配信。同年12月28日には銀座 PLUSTOKYOにてレーベル初のイベント、｢401 Year-end Party｣が開催された。